# (394) Arduina
(394) Arduina ist ein Asteroid des mittleren Hauptgürtels, der am 19. November 1894 vom französischen Astronomen Alphonse Louis Nicolas Borrelly am Observatoire de Marseille bei einer Helligkeit von 13 mag entdeckt wurde. Es war seine letzte von insgesamt 14 Asteroidenentdeckungen.
Der Asteroid ist vermutlich benannt nach Arduinna, der Jagdgöttin der Gallier. Der ausgedehnte Ardennenwald im Nordosten Galliens wurde von den Römern Arduenna silva genannt.

## Wissenschaftliche Auswertung
Aus Ergebnissen der IRAS Minor Planet Survey (IMPS) wurden 1992 Angaben zu Durchmesser und Albedo für zahlreiche Asteroiden abgeleitet, darunter auch (394) Arduina, für die damals Werte von 31,3 km bzw. 0,25 erhalten wurden. Eine Auswertung von Beobachtungen durch das Projekt NEOWISE im nahen Infrarot führte 2011 zu vorläufigen Werten für den Durchmesser und die Albedo im sichtbaren Bereich von 37,0 km bzw. 0,18. Nachdem die Werte nach neuen Messungen mit NEOWISE 2012 auf 28,7 km bzw. 0,29 geändert worden waren, wurden sie 2014 auf 30,0 km bzw. 0,27 korrigiert.
Eine spektroskopische Untersuchung von 820 Asteroiden zwischen November 1996 und September 2001 am La-Silla-Observatorium in Chile ergab für (394) Arduina eine taxonomische Klassifizierung als S- bzw. Sl-Typ.
Photometrische Messungen des Asteroiden fanden erstmals statt vom 21. bis 29. August 1990 am La-Silla-Observatorium. Die aufgezeichneten Daten konnten aber nicht eindeutig zu einer Rotationsperiode ausgewertet werden, obwohl ein Wert von 16,5 h wahrscheinlich erschien. Weitere Beobachtungen vom 12. bis 15. September 1990 an der Außenstelle „Carlos U. Cesco“ des Felix-Aguilar-Observatoriums (OAFA) in Argentinien lieferten dann eine Lichtkurve, aus der eine Rotationsperiode von 16,53 h bestimmt wurde.
Aus archivierten Daten des Uppsala Asteroid Photometric Catalogue (UAPC) konnte in einer Untersuchung von 2009 für (394) Arduina zunächst nur eine retrograde Rotation mit einer Periode von 16,6218 h abgeleitet werden. Eine photometrische Durchmusterung im Rahmen der Palomar Transient Factory (PTF) am Palomar-Observatorium in Kalifornien ab 2009 führte in einer Untersuchung von 2015 zur Bestimmung der Rotationsperiode von (394) Arduina mit einem Wert von etwa 16,61 h. Aus thermischen Infrarot-Daten wurde außerdem ein Durchmesser von 30,3 ± 0,3 km abgeleitet.
Eine Auswertung von archivierten Lichtkurven des Lowell-Observatoriums ermöglichte in einer Untersuchung von 2016 erstmals die Erstellung eines dreidimensionalen Gestaltmodells des Asteroiden für zwei alternative Rotationsachsen mit retrograder Rotation und einer Periode von 16,6217 h. Die Positionen der Rotationsachsen wurden kurz darauf noch einmal mit geänderten Werten angegeben. Im Jahr 2021 wurde aus archivierten Daten und photometrischen Messungen von Gaia DR2 erneut ein dreidimensionales Gestaltmodell des Asteroiden für eine Rotationsachse mit retrograder Rotation und einer Periode von 16,62176 h berechnet.
Zwischen 2012 und 2018 wurden mit der All-Sky Automated Survey for Supernovae (ASAS-SN) auch photometrische Daten von 20.000 Asteroiden aufgezeichnet. Auf mehr als 5000 davon konnte erfolgreich die Methode der konvexen Inversion angewendet werden, darunter auch (394) Arduina, für die in einer Untersuchung von 2021 ein verbessertes dreidimensionales Gestaltmodell für zwei alternative Rotationsachsen mit retrograder Rotation und einer Periode von 16,6217 h berechnet wurde. Aus archivierten Daten des Asteroid Terrestrial-impact Last Alert System (ATLAS) aus dem Zeitraum 2015 bis 2018 wurde in einer Untersuchung von 2022 mit der Methode der konvexen Inversion eine Rotationsperiode von 16,6218 h berechnet.